# Daler-Rowney
Daler-Rowney är ett brittiskt företag och internationellt varumärke inom konstnärsmaterial,  bland annat med konstnärsfärger som oljefärg, akrylfärg, akvarell och gouache samt diverse tillbehör.
Daler-Rowney ägs sedan 2016 av F.I.L.A.

## Historia
Den äldsta företagsdelen grundades 1783 i London som Rowney Company, senare kallat George Rowney Company. En yngre del startade sin verksamhet 1945 och fick namnet Daler Board Company. Daler Rowney Board Company köpte George Rowney Company 1983 och de två gick ihop till dagens Daler-Rowney Limited. Huvudkontoret ligger i Bracknell.
Därefter har Daler-Rowney vuxit och köpt andra företag och varumärken, såsom det amerikanska penselmärket Robert Simmons 1994 och Cachet med bland annat skissböcker 2006.
År 2013 köpte man två tyska märken med färger och tillbehör, Lukas och Nerchau, vilka hanteras av de nybildade dotterbolagen Lukas-Nerchau GmbH och Nerchauer Malfarben GmbH.
I februari 2016 köptes Daler-Rowney av F.I.L.A., en Italienbaserad koncern inom konstnärs- och skrivmaterial.